# Motorsport Manager
Motorsport Manager es un juego de simulación de automóviles desarrollado por Playsport Games. El juego fue lanzado para iOS en agosto de 2014 y para Android en 2015. El juego lo publicó Sega para los sistemas MacOS y Windows en noviembre de 2016.

## Críticas

### Android e iOS
En la versión iOS de Motorsport Manager recibió numerosas críticas positivas.
J. D. Cohen de TouchArcade otorgó al juego una puntuación de 4,5 sobre 5, escribiendo: "Nunca es agotador, ni demasiado ligero para mantener el interés." Motorsport Manager encuentra un buen lugar en el espectro de la complejidad en el que se requiere la toma de decisiones frecuentes, sin Siempre induciendo la parálisis al presentar demasiadas opciones al mismo tiempo ".

### PC
Al igual que la versión para iOS, la edición para PC fue recibida con críticas muy positivas por parte de la prensa especializada.
Emmanuel González de IGN España calificó el título con una puntuación de 9 sobre 10, asegurando: "Simplemente uno de los managers más completos que hemos recibido en los últimos años, aunque solo los aficionados al gran circo de la Fórmula 1 lo verán con tan buenos ojos como merece". "Parece mentira que de un concepto portátil para móviles salga uno de los mejores managers de los últimos años y una auténtico homenaje a la Fórmula 1. Motorsport Manager es el título que todo aficionado a esta competición debe probar y disfrutar. Sus aciertos son múltiples y sus errores escasos; un clásico inmediato".

## Niveles, Series y Grandes Premios
Los niveles van en orden del juego; se empieza por el nivel 4 y se va desbloqueando los subsiguientes de acuerdo a las series ganadas.

### Nivel 4: Nacional

#### Serie 1: Brïtish Racing Series
| Or. | Grandes Premios    |
| --- | ------------------ |
| 1   | Portsmouth Harbour |
| 2   | Stirling           |
| 3   | Manchester         |
| 4   | Aberdeen           |
| 5   | Woodford           |
| 6   | Glasgow            |

#### Serie 2: Australian Grand Prix Series
| Or. | Grandes Premios |
| --- | --------------- |
| 1   | Brisbane        |
| 2   | Gibson Desert   |
| 3   | Melbourne       |
| 4   | Adelaida        |
| 5   | Sídney          |
| 6   | Alice Springs   |

### Nivel 3: Internacional

#### Serie 1: American Racing League
| Or. | Grandes Premios |
| --- | --------------- |
| 1   | Texas           |
| 2   | Durango         |
| 3   | Long Beach      |
| 4   | Maryville       |
| 5   | Indianapolis    |
| 6   | Seattle         |
| 7   | Toronto         |
| 8   | Arizona         |
| 9   | New York        |

#### Serie 2: Formula Asia
| Or. | Grandes Premios |
| --- | --------------- |
| 1   | Bangalore       |
| 2   | Kuala Lumpa     |
| 3   | Nagano          |
| 4   | Sochi           |
| 5   | Seoul           |
| 6   | Shanghái        |
| 7   | Bahrain         |
| 8   | Doha            |
| 9   | Singapur        |

#### Serie 3: European Racing Championship
| Or. | Grandes Premios |
| --- | --------------- |
| 1   | Barcelona       |
| 2   | Montpellier     |
| 3   | Milan           |
| 4   | Munich          |
| 5   | Monaco          |
| 6   | Glasgow         |
| 7   | Istanbul        |
| 8   | Liege           |

### Nivel 2: Mundial

#### Serie 1: International Racing Championship
| Or. | Grandes Premios |
| --- | --------------- |
| 1   | Barcelona       |
| 2   | Durango         |
| 3   | Melbourne       |
| 4   | Kuala Lumpa     |
| 5   | Shanghái        |
| 6   | Maryville       |
| 7   | Indianapolis    |
| 8   | Toronto         |
| 9   | Liege           |
| 10  | Montpellier     |
| 11  | Aberdeen        |

#### Serie 2: Continental Super Cup
| Or. | Grandes Premios |
| --- | --------------- |
| 1   | Alice Springs   |
| 2   | Seattle         |
| 3   | New York        |
| 4   | Durango         |
| 5   | Milan           |
| 6   | Montpellier     |
| 7   | Singapur        |
| 8   | Nagano          |
| 9   | Sochi           |
| 10  | Sao Paulo       |
| 11  | Doha            |

### Nivel 1: Cumbre del Automovilismo

#### Serie 1: World Grand Prix Championship
| Or. | Grandes Premios |
| --- | --------------- |
| 1   | Australia       |
| 2   | Malaysia        |
| 3   | Bahrain         |
| 4   | China           |
| 5   | Spain           |
| 6   | Monaco          |
| 7   | Canadá          |
| 8   | Great Britain   |
| 9   | Germany         |
| 10  | Belgium         |
| 11  | Italy           |
| 12  | Singapur        |
| 13  | Japan           |
| 14  | Russia          |
| 15  | United States   |
| 16  | Brazil          |

#### Serie 2: World Special Racing Series
| Or. | Grandes Premios |
| --- | --------------- |
| 1   | Barcelona       |
| 2   | Melbourne       |
| 3   | Shanghái        |
| 4   | Indianapolis    |
| 5   | Liege           |
| 6   | Aberdeen        |
| 7   | Seattle         |
| 8   | Durango         |
| 9   | Montpellier     |
| 10  | Nagano          |
| 11  | Sao Paulo       |